# Antonio Cano Curriela
Antonio Cano Curriela (1811, Lorca - 1897, Madrid) foi um violonista e compositor espanhol.
Estudou a guitarra com os maestros Ayala e Soriano na capital murciana. Desde 1847, realizou diversos concertos em Madri, com um rotundo sucesso; seguidamente, empreendeu uma gira artística por França e Portugal em 1853, e foi nomeado em 1859 professor de câmara do infante Sebastián de Borbón.
É autor da coleção La guitarra, uma coleção de composições originais e transcrições sobre motivos de ópera (1850), assim como um método para o violão. Em 1874, foi professor do Colégio Nacional de Surdo-mudos e Cegos, na Espanha.